# Okręg wyborczy Huddersfield
Okręg wyborczy Huddersfield powstał w 1832 r. i wysyłał do brytyjskiej Izby Gmin jednego deputowanego. Okręg został zlikwidowany w 1950 r., ale przywrócono go ponownie w 1983 r. Obejmuje on miasto Huddersfield w zachodniej części hrabstwa Yorkshire.

## Deputowani do brytyjskiej Izby Gmin z okręgu Huddersfield

### Deputowani w latach 1832–1950
- 1832–1834: Lewis Fenton, wigowie
- 1834–1837: John Blackburne, wigowie
- 1837–1837: Edward Ellice, wigowie
- 1837–1853: William Stansfield, wigowie
- 1853–1859: George Robinson, wicehrabia Goderich, wigowie
- 1859–1865: Edward Leatham, Partia Liberalna
- 1865–1868: Thomas Crosland, Partia Liberalna
- 1868–1886: Edward Leatham, Partia Liberalna
- 1886–1893: William Summers, Partia Liberalna
- 1893–1895: Joseph Crosland, Partia Konserwatywna
- 1895–1906: James Thomas Woodhouse, Partia Liberalna
- 1906–1918: Arthur Sherwell, Partia Liberalna
- 1918–1922: Charles Sykes, Partia Liberalna
- 1922–1923: Arthur Harold Marshall, Partia Liberalna
- 1923–1931: James Hindle Hudson, Partia Pracy
- 1931–1945: William Mabane, Partia Liberalna
- 1945–1950: Joseph Mallalieu, Partia Pracy

### Deputowani po 1983
- 1983 –: Barry Sheerman, Co-operative Party